# Communauté de communes du Doustre et du Plateau des Étangs
Die Communauté de communes du Doustre et du Plateau des Étangs ist ein ehemaliger französischer Gemeindeverband mit der Rechtsform einer Communauté de communes im Département Corrèze in der Region Nouvelle-Aquitaine. Sie wurde am 4. Dezember 2001 gegründet und umfasste sieben Gemeinden. Der Verwaltungssitz befand sich im Ort La Roche-Canillac.

## Historische Entwicklung
Mit Wirkung vom 1. Januar 2017 wurde der Gemeindeverband aufgelöst. Ein Großteil seiner Mitgliedsgemeinden wurden in die Tulle Agglo integriert. Die Gemeinde Saint-Bazile-de-la-Roche fusionierte mit Argentat zur Commune nouvelle Argentat-sur-Dordogne und gehört seitdem der Communauté de communes Xaintrie Val’Dordogne an.

## Ehemalige Mitgliedsgemeinden
1. Champagnac-la-Prune
2. Clergoux
3. Gros-Chastang
4. Gumond
5. La Roche-Canillac
6. Saint-Bazile-de-la-Roche
7. Saint-Pardoux-la-Croisille